# Monofonia
Monofonia (Do grego mónos, «único» + phoné, «som» + -ia) é um tipo de textura musical que consiste em uma melodia sem harmonia ou contraponto, ou seja, uma única linha melódica sem acompanhamento. Foi o primeiro tipo a surgir na Grécia antiga e gradualmente, no decorrer do desenvolvimento musical ao longo do tempo, a monofonia foi substituída pela polifonia. Muitas vezes a melodia monofônica da música grega antiga, era embelezada por formas de embelezamento como o canto em oitavas entre outros.

## História
Os primeiros registros da monofonia se percebem na Grécia antiga, através de registros desde Pitágoras (cerca de 500 a.C.) até Aristides Quintiliano (século IV a.C.), onde a música era associada à palavra, à dança ou ambas, semelhante à igreja primitiva em vários aspectos. Quando cantada em conjunto, inevitavelmente ocorria o canto em oitavas, heterofônico, mas não o suficiente a ponto de constituir uma polifonia. O auge da música monofônica ocorreu na idade média, com o Cantochão.